# Всеобщие выборы в Замбии (2016)
Всеобщие выборы в Замбии проходили 11 августа 2016 года. На них избирались президент и депутаты Национальной ассамблеи. Одновременно с выборами проводился конституционный референдум для подтверждения конституционного закона о правах и Статьи 79.
Президент Эдгар Лунгу, который был избран на досрочных президентских выборах 2015 года, чтобы заменить умершего Майкла Сату, был вновь избран на 5-летний срок, опередив оппозиционного кандидата Хакайнде Хичилему. Патриотический фронт Лунгу также получил впервые большинство мест парламента, выиграв 80 из 156 мест. Инаугурация Лунгу прошла 13 сентября 2016 года в столице страны Лусаке.

## Контекст выборов
На предыдущих всеобщих выборах 2011 года Патриотический фронт под руководством Майкла Саты выиграл выборы и получил 60 из 150 мест парламента, а сам Сата был избран президентом. После смерти Саты в октябре 2014 года кандидат от Патриотического фронта Эдгар Лунгу был избран президентом Замбии на внеочередных президентских выборах 2015 года, одержав победу над Хакаинде Хичилемой из Объединённой партии национального развития, которого он опередил лишь на 27 757 голосов.

## Избирательная система
В 2015 году Национальная ассамблея одобрила поправку к Конституции, согласно которой президентские выборы проводятся по системе абсолютного большинства в два тура. Кроме этого, было введено положение о выборах вице-президента, который ранее назначался после выборов. Как избираемый вице-президент он теперь мог автоматически стать президентом в случае невозможности последнего осуществлять свои функции.
Из 159 депутатов Национальной ассамблеи 150 избираются в ходе всеобщих выборов по одномандатным округам, а остальные 9 назначаются президентом. Спикер избирается извне Национальной ассамблеи.
Голосовать могут граждане старше 18 лет, кандидат в депутаты должен достичь 21 года.

## Результаты

### Президентские выборы
Избирательная комиссия обнародовала результаты 15 августа 2016 года на два дня позже ранее обещанной даты. Эдгар Лунгу одержал победу, набрав 50,35 % голосов, опередив основного противника Хакаинде Хичилему, который получил 47,67 % голосов. Лунгу получил лишь на несколько тысяч голосов больше, чем необходимое количество для победы в первом туре. Хичилема заявил, что задержка с объявлением результатов говорит о мошенничестве с голосами в пользу действующего президента.
| Кандидат                                 | Партия                                         | Голоса    | %     |
| ---------------------------------------- | ---------------------------------------------- | --------- | ----- |
| Эдгар Лунгу                              | Патриотический фронт                           | 1 860 877 | 50,35 |
| Хакаинде Хичилема                        | Объединённая партия национального развития     | 1 760 347 | 47,63 |
| Эдит Навакви                             | Форум за демократию и развитие                 | 24 149    | 0,65  |
| Эндифорд Бэнда                           | Народный альянс за перемены                    | 15 791    | 0,43  |
| Винтер Кабимба                           | Радужная партия                                | 9 504     | 0,26  |
| Сейвиур Чишимба                          | Объединённая прогрессивная партия              | 9 221     | 0,25  |
| Тилиенджи Каунда                         | Объединённая партия национальной независимости | 8 928     | 0,24  |
| Питер Синкамба                           | Зелёная партия Замбии                          | 4 515     | 0,12  |
| Максвелл Мвамба                          | Демократическая ассамблея                      | 2 378     | 0,06  |
| Недействительных/пустых бюллетеней       | Недействительных/пустых бюллетеней             | 85 795    | —     |
| Всего                                    | Всего                                          | 3 781 505 | 100   |
| Зарегистрированных избирателей/Явка      | Зарегистрированных избирателей/Явка            | 6 698 372 | 56,45 |
| Источник: Electoral Commission of Zambia |                                                |           |       |

### Выборы в Национальную ассамблею
| Партия                                               | Голоса    | %     | Мест | +/-   |
| ---------------------------------------------------- | --------- | ----- | ---- | ----- |
| Патриотический фронт                                 | 1 537 946 | 42,01 | 80   | +20   |
| Объединённая партия национального развития           | 1 525 049 | 41,66 | 58   | +30   |
| Движение за многопартийную демократию                | 99 356    | 2,71  | 3    | −52   |
| Форум за демократию и развитие                       | 79 489    | 2,17  | 1    | 0     |
| Радужная партия                                      | 34 906    | 0,95  | 0    | новая |
| Партия национального восстановления                  | 10 887    | 0,30  | 0    | 0     |
| Альянс за демократию и развитие                      | 8 269     | 0,23  | 0    | −1    |
| Объединённый демократический фронт                   | 7 643     | 0,21  | 0    | новая |
| Объединённая партия национальной независимости       | 7 253     | 0,20  | 0    | 0     |
| Золотая прогрессивная партия                         | 1 461     | 0,04  | 0    | новая |
| Радикальная революционная партия                     | 831       | 0,02  | 0    | новая |
| Зелёная партия Замбии                                | 407       | 0,01  | 0    | новая |
| Объединённая прогрессивная партия                    | 333       | 0,01  | 0    | новая |
| Независимые                                          | 347 005   | 9,48  | 14   | +11   |
| Недействительных/пустых бюллетеней                   | 92 044    | —     | —    | —     |
| Всего                                                | 3 752 879 | 100   | 156  | +6    |
| Зарегистрированных избирателей/Явка                  | 6 698 372 | 56,03 | —    | —     |
| Источник: Electoral Commission of Zambia, Daily Mail |           |       |      |       |

## Последующие события
Члены Патриотического фронта широко праздновали победу Лунгу, тогда как во многих частях на юге страны вспыхнули беспорядки. Объединённая партия национального развития отвергла результаты, заявив, что избирательная комиссия сговорилась подделать результаты в пользу Лунгу. Она подала петицию в Конституционный суд о пересчёте голосов в Лусаке, где были отмечены наибольшие нарушения.
Лунгу провёл праздничное ралли 16 августа 2016. Он был приведён к присяге 13 сентября 2016 года.